# Thita Rangsitpol Manitkul
Thita Rangsitpol Manitkul (thailändisch ฐิฏา รังสิตพล มานิตกุล, RTGS Thita Rangsitphon Manitkun; * 8. November 1966 in Bangkok als Thitiya Rangsitpol, ฐิติยา รังสิตพล) ist eine thailändische Heeresoffizierin (Oberstleutnant) und Politikerin, die zwischen 2001 und 2005 Mitglied des thailändischen Repräsentantenhauses war.

## Leben

Lt.Col.Thita Rangsitpol Manitkul,WRTA(2022)

Thita wuchs in Bangkok auf. Ihr Vater Sukavich Rangsitpol war Vorstandsvorsitzender der Caltex Oil Thailand, Gouverneur der staatlichen Schnellstraßenverwaltung ETA und zwischen 1994 und 1997 als Mitglied der Partei der Neuen Hoffnung thailändischer Bildungsminister und stellvertretender Premierminister.
Nach dem Besuch der Watthana-Witthayalai-Schule besuchte sie ab 1981 die Versuchsschule der Srinakharinwirot-Universität. Ein Studium der Wirtschaftswissenschaften an der Chulalongkorn-Universität schloss sie 1987 mit dem Bachelor-Grad ab. Zwischenzeitlich war sie als Austauschstudentin am Wirtschaftsinstitut der University of Colorado Boulder. 1988 erlangte sie einen Master-Abschluss (MBA) an der University of Dallas.
2005 heiratete sie Sitthinun Manitkul, der Direktor des strategischen Büros für Innere Sicherheit des Nationalen Sicherheitsrats ist.

### Militär
1988 wurde sie im Rang eines Leutnants im Referat für Militärattachés der Abteilung für internationale Beziehungen beim Hauptquartier des Oberkommandos der thailändischen Streitkräfte tätig. Im Jahr darauf erfolgte die Beförderung zum Oberleutnant. 1990 wurde sie zum Hauptmann der Abteilung für ausländische Militärattachés im Büro für internationale Beziehungen beim Hauptquartier des Oberkommandos ernannt. Zwei Jahre später wurde sie zum Major befördert.
Danach wechselte sie ins thailändische Verteidigungsministerium, wo sie von 1995 bis 1997 erste Sprecherin von Chavalit Yongchaiyudh war.
Dort bemühte sich Manitkul erfolgreich um die Einführung des thailändischen Wehrsoldgesetzes, das Wehrpflichtigen einen dem in Thailand geltenden Mindestlohn entsprechenden Sold zuerkennt.
1996 schied sie im Rang eines Oberstleutnants aus dem Militärdienst aus.

### Politik
1997 wurde sie stellvertretende Sprecherin der von Chavalit Yongchaiyudh gegründeten Partei der Neuen Hoffnung, zwei Jahre später stellvertretende Generalsekretärin ebenjener Partei.
Im Jahr 2001 wurde sie über die Liste der Partei der Neuen Hoffnung ins thailändische Repräsentantenhaus gewählt. Von 2001 bis 2002 war sie stellvertretende Sekretärin des Verteidigungsministers Chavalit Yongchaiyudh. Im selben Zeitraum war sie Mitglied im Frauen- und Jugendausschuss des thailändischen Repräsentantenhauses. Zudem war sie von 2001 bis 2005 Mitglied des Verteidigungsausschusses des Repräsentantenhauses.
Als im Jahr 2002 die meisten Abgeordneten der Partei der Neuen Hoffnung – einschließlich des Parteivorsitzenden Chavalit Yongchaiyudh – zur regierenden Thai-Rak-Thai-Partei von Thaksin Shinawatra übertraten, wollte Thita diesen Weg nicht mitgehen. Stattdessen schloss sie sich der oppositionellen Demokratischen Partei an.
Ein Jahr später wurde sie Mitglied im Verteidigungsausschusses des Repräsentantenhauses und war außerdem stellvertretende Vorsitzende des Ausschusses für interne Angelegenheiten. 2004 wurde sie stellvertretende Sekretärin der Demokratischen Partei. Bei der Parlamentswahl 2005 erlitten die Demokraten eine schwere Niederlage und Thita verlor ihren Parlamentssitz.
Anfang 2022 kandidiert sie für das Amt des Gouverneurs von Bangkok. Obwohl nicht gewählt, erhielt sie 19.847 Stimmen (0,74 %) für den neunten Platz. (31 Kandidaten)
Im Juli 2024 kandidierte sie als erste Frau in 77 Jahren für den Vorsitz der Demokratischen Partei.

## Auszeichnungen
Thita erhielt zwei Orden im System der thailändischen Ehrenzeichen:
- Großkreuz des Ordens der Krone von Thailand (2003)
- Großkreuz des Ordens des Weißen Elefanten (2004)